# 베치콘역
베치콘역(독일어: Wetzikon)은 스위스 취리히주 베치콘에 있는 기차역이다. 역은 우스터를 경유하여, 발리젤렌에서 라퍼스빌까지, 에프레티콘에서 힌빌까지의 철도 노선에 위치하며, 이 철도는 역의 북쪽과 남쪽의 교차점에서 모여든다.

## 역사
역은 발리젤렌에서 라퍼스빌선의 우스터에서 라퍼스빌 구간과 동시에 1857년에 개업했다. 1876년 에프레티콘에서 힌빌까지의 노선이 개통되면서 교차로가 되었다.
1903년에 베치콘역은 또한 취리히 호수 기슭의 마일렌과 지역을 연결하는 새로 건설된 미터궤 전기 트램웨이인 베치콘-마일렌 철도(WMB)와의 교류 지점이 되었다. WMB는 원래 마일렌역을 넘어 켐프텐에서 종료되었지만, 이 구간은 1939년에 폐쇄되어 역이 노선의 종점으로 남았다. WMB는 1950년에 폐쇄되었다.

## 운행편
베치콘은 취리히에서 우스터를 통해 운행하는 취리히 S-반 노선 S5, S14 및 S15와 취리히에서 에프레티콘을 경유하여 운행하는 노선 S3에서 운행된다. S3는 베치콘에서, S14는 힌빌로, S5와 S15는 라퍼스빌에서 계속된다.